# Cristo del Pacífico
Het standbeeld Cristo del Pacífico (Christus van de Stille Oceaan) is gelegen in de stad Lima, Peru, op een heuvel bij Morro Solar, een landtong waar tussen 1879 en 1883 een bloedige veldslag tussen Peru en Chili plaatsvond. 

## Beschrijving
De bouw van het beeld was een initiatief van de toenmalige vertrekkende president Alan García. Alan García droeg zelf financieel bij aan de bouw, echter het grootste deel van het beeld werd gefinancierd door het Braziliaanse bedrijf Odebrecht, dat een transoceanische snelweg tussen Brazilië en Peru heeft aangelegd. 
Het monumentale beeld heeft een hoogte van 37 meter. Het beeld zelf meet 22 meter en staat op een sokkel van 15 meter hoog. Cristo del Pacífico werd in Brazilië gemaakt en vervolgens verscheept naar Peru. Het beeld staat aan de baai waaraan ook Lima ligt en is vrijwel vanaf elk punt langs Lima's ruim 19 km lange kustlijn zichtbaar.